# Mau-Soi
Mau-Soi (Mausoi) ist eine osttimoresische Aldeia im Suco Tibar (Verwaltungsamt Bazartete, Gemeinde Liquiçá). 2015 lebten in der Aldeia 1201 Menschen.

## Geographie und Einrichtungen
Mau-Soi liegt im Südwesten des Sucos Tibar. Nordöstlich liegen die Aldeias Fatunia und Turleu und nördlich die Aldeia Libaulelo. Im Westen grenzt Mau-Soi an den Suco Ulmera, im Süden an den Suco Taraco (Verwaltungsamt Railaco, Gemeinde Ermera) und im Südosten an die Sucos Fatisi und Bocolelo (Verwaltungsamt Laulara, Gemeinde Aileu).
Die Überlandstraße vom Ort Tibar nach Nasuto bildet zunächst die Grenze zu Turleu und durchquert dann den Südwesten von Mau-Soi. Im Norden reicht der Ort Tibar nach Mau-Soi hinein. Der Ort Turleu wird durch die Überlandstraße zwischen den Aldeias Mau-Soi und Turleu aufgeteilt. Auf der Seite von Mau-Soi befindet sich die Sekundarschule Immalate Heart Mary Eschoo. Im Südwesten liegen an der Straße die Orte Pokolo, Rihiu und Fahiten. In Fahiten steht eine Grundschule. Westlich der Überlandstraße fließt in der Regenzeit der Rihlu nach Norden.

## Politik
2023 wurde Serafin Borges da Silva zum Chefe de Aldeia gewählt.